# Arthur M. Jacobs
Arthur Matthias Jacobs (* 28. April 1958 in Düren) ist ein deutscher Psychologe und Hochschullehrer.

## Leben
Jacobs studierte von 1979 bis 1983 an der Universität Würzburg und an der Universität Sorbonne Paris V mit Stipendium des DAAD, wo er 1986 im Fach Psychologie promoviert wurde. Forschungsaufenthalte führten ihn anschließend in die USA an das Center for the study of reading der University of Illinois at Champaign und an das Massachusetts Institute of Technology sowie an das Institut für Nachrichtentechnik der Technischen Hochschule München. Es folgte 1987/88 eine Tätigkeit als wissenschaftlicher Angestellter am Institut für Psychologie (Lehrstuhl für Arbeitspsychologie) der RWTH Aachen. 
Von 1988 bis 1992 wirkte Jacobs als Forschungsbeauftragter des CNRS (Laboratoire de Psychologie Expirimentale) in Paris. In der Zeit von 1992 bis 1996 war er Forschungsdirektor des CNRS und Leiter der Gehirn und Sprachgruppe am Centre de Recherche en Neurosciences Cognitives der Universität Aix-Marseille. Während dieser Zeit hatte er im Jahr 1994 mehrere Monate eine Gastprofessur an der RWTH Aachen inne.
Jacobs war von 1996 bis 1998 Professor für Allgemeine Psychologie an der Philipps-Universität Marburg und ab 1998 Professor für Allgemeine Psychologie und Methodenlehre an der Universität Eichstätt. Seit 2003 lehrt er als Professor für Allgemeine Psychologie an der Freien Universität Berlin.

## Schriften (Auswahl)
- Le controle oculomoteur dans l'exploration visuelle: mecanismes sensori-moteurs et processus cognitifs. Dissertation 1986.

- mit Klaus Füsser, Jürgen Steinbrecher: Sicherheitsbewertung von Querungshilfen für den Fußgängerverkehr. Bericht zum Forschungsprojekt 8723. Wirtschaftsverlag NW, Bremerhaven 1993, ISBN 3-89429-346-2.
- mit Raoul Schrott: Gehirn und Gedicht. Wie wir unsere Wirklichkeiten konstruieren. Hanser, München 2011, ISBN 978-3-446-25369-8.